# Cañada Real (Madrid)
La Cañada Real es como se conoce a la sucesión de asentamientos ilegales que se produce en un tramo de la Cañada Real Galiana a su paso por la Comunidad de Madrid. Tiene la peculiaridad de que el centro geográfico de la España peninsular se encuentra en esta zona.

## Descripción
Las cañadas reales son vías pecuarias reservadas al tránsito de ganado entre diferentes puntos de España para la trashumancia creadas en la Edad Media y Moderna. Son vías propiedad del Estado en las que está terminantemente prohibido construir por ley.
Durante los años 1960 una nueva modificación de la ley que regula el uso de las Cañadas Reales permitió que a lo largo de su trazado se establecieran huertas y se construyeran pequeñas casas para el almacenamiento de aperos de labranza y para el descanso de los pastores trashumantes. En un primer momento no supuso mayor inconveniente ya que el número de construcciones era bajo. Sin embargo, en un amplio tramo a través de Madrid la densidad de edificaciones fue haciéndose mayor. En los últimos años el número de edificaciones y habitantes ha ido en aumento, estimándose una población de 8.628 habitantes en 2012. Según la Comunidad de Madrid, en un censo publicado en enero de 2017, 2.500 menores de edad vivían en la Cañada Real.

## Sectores

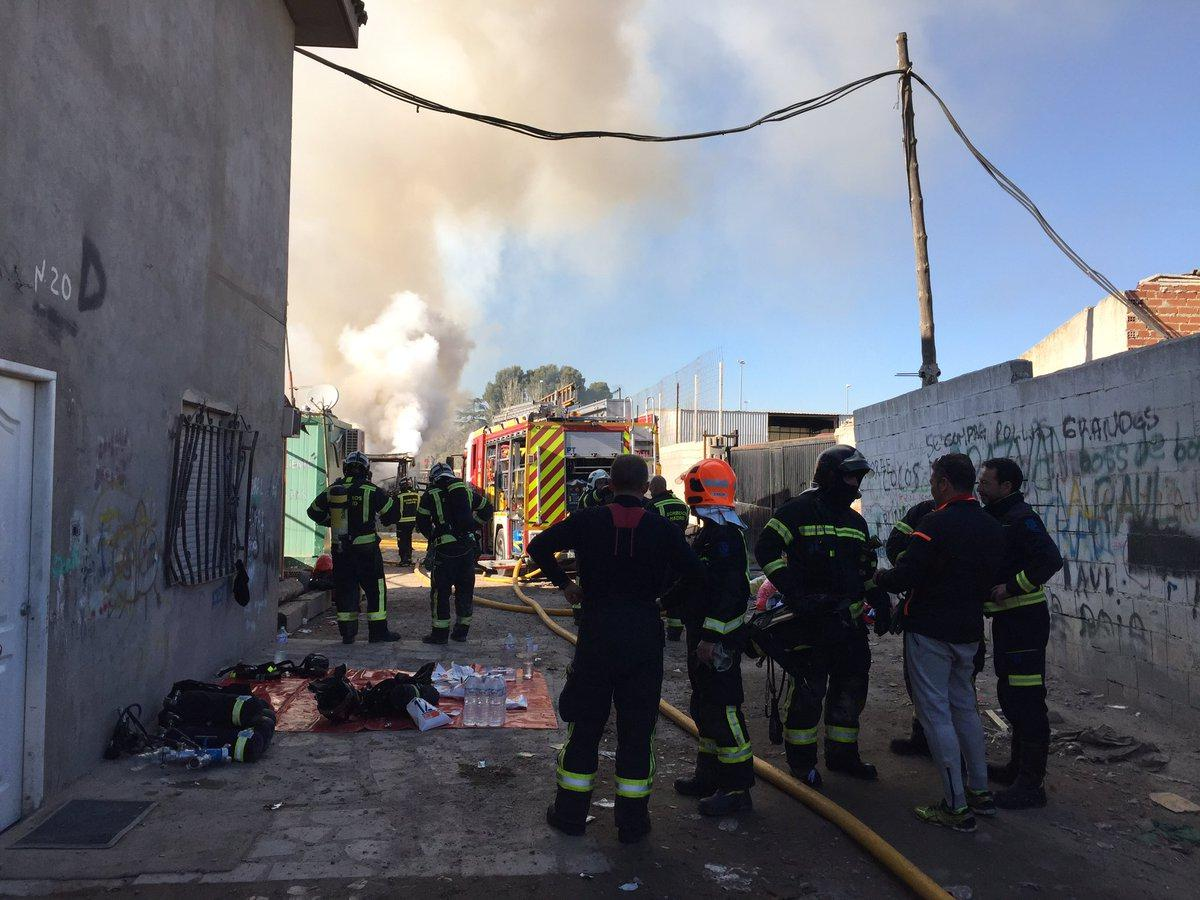
Bomberos sofocan un incendio en la Cañada Real.

El actual poblado de la Cañada Real en Madrid es una sucesión de construcciones ilegales, desde chabolas hasta chalets e incluso bloques de pisos, a lo largo de 15 kilómetros de recorrido. Se extiende desde la Avenida de la Cañada de Coslada hasta el límite municipal de Madrid y Getafe, atravesando los términos municipales de Coslada, Rivas-Vaciamadrid y Madrid. Anteriormente a dicho tramo en el municipio de Coslada se encuentra la Avenida de la Cañada, la cual forma parte también del recorrido de la Cañada Real y que ya fue urbanizada con anterioridad de forma legal ignorándose en ese momento la protección que suponía la vía pecuaria, quedando completamente integrada dentro del casco urbano del municipio. 
Inicialmente todo el tramo de Cañada Real afectado por las construcciones ilegales pertenecía al término municipal de Madrid, excepto un tramo intermedio que se adentra en el término municipal de Rivas-Vaciamadrid. Se distingue en este y en aspectos urbanísticos en diferentes sectores:

### Sector 1
Discurre por el término municipal de Coslada, empezando con la Calle Santiago de Vicálvaro (paralela a la avenida de Vicálvaro), y terminando en la M-45. Se encuentra al este del municipio de Coslada, pese a lo cual inicialmente pertenecía al término municipal de Madrid, ya que, aunque la ciudad de Madrid propiamente se encuentra al oeste de Coslada, tiene una pequeña porción de su término municipal situada al sureste de Coslada entre los municipios de Coslada, San Fernando de Henares y la M-45. Tras las quejas de los vecinos de esta zona, a los cuales el ayuntamiento de Madrid no podía prestar servicios por su incomunicación con el resto de la ciudad, y la necesidad del ayuntamiento de Madrid de anexionarse unos terrenos cercanos a la M-40 para construir el nuevo barrio de la Centralidad del Este, los ayuntamientos de Madrid y Coslada acordaron el intercambio de estos terrenos, de modo que Coslada cedía todo el espacio al este de la M-40 hasta el Puerto Seco a Madrid, y Madrid cedía a Coslada el territorio que abarca este tramo de la Cañada Real y una porción de similar extensión a la cedida a Madrid. Sobre estos terrenos anexionados por Coslada se encuentra además de la Cañada Real, el nuevo Hospital del Henares y el futuro Barrio del Jarama.
Las características de las viviendas en esta zona son similares a las de muchas zonas de Madrid: viviendas de 1 o 2 plantas de altura máxima, de ladrillo y calles estrechas. Actualmente[¿cuándo?] el ayuntamiento de Coslada ha iniciado los trámites para acondicionar y legalizar esta zona ya que se considera que está consolidada su pertenencia al municipio.

### Sector 2
Discurre íntegramente por el término municipal de Madrid entre la autopista M-45 y la M-203 (carretera de Mejorada). Este tramo está constituido principalmente por casas e incluso mansiones de gran tamaño que coexisten con otras casas más pequeñas y algunos talleres y naves industriales. En esta zona también se encuentra un hotel colindante con la M-45. La Cañada Real separa los futuros barrios madrileños de El Cañaveral y Los Cerros, en cuyos planes parciales aparece como zona verde no urbanizable. Al igual que el sector 1, está habitada fundamentalmente por familias españolas que construyeron aquí viviendas de manera ilegal.

### Sector 3
Comprende el tramo entre la M-203 (carretera de Mejorada) y la M-823 (carretera de Cristo Rivas). Buena parte de su recorrido constituye la línea divisoria entre los municipios de Madrid y Rivas-Vaciamadrid, con una porción que se adentra en el término municipal de Rivas-Vaciamadrid. Está formado en su mayoría por casas de pobre calidad, alguna vivienda de lujo y chabolas con familias españolas, extranjeras y de etnia gitana en su mayoría. Es colindante a los futuros desarrollos de Los Ahijones en Madrid y Cristo de Rivas en Rivas-Vaciamadrid.

### Sector 4
Situado entre la M-823 (carretera de Cristo Rivas) y la línea 9 del Metro (Puerta de Arganda-Rivas Urbanizaciones). Los números pares de este sector pertenecen al término municipal de Madrid y los impares al término municipal de Rivas. Está formado por una mezcla de chabolas y viviendas humildes habitadas en su mayoría por españoles y marroquíes.

### Sector 5
Discurre desde la línea 9 del Metro (Puerta de Arganda-Rivas Urbanizaciones) hasta la A-3, colindante con la urbanización de Covibar (Rivas). Este sector, poblado inicial y escasamente por españoles, ha sufrido un "boom" de crecimiento en los últimos ocho años gracias a la inmigración marroquí. Las viviendas son todas de construcción, de mayor o menor calidad, y hay una clara división entre las parcelas de los vecinos originales y los más recientes, habiendo sido estas últimas objeto de segregación y construcción masificada.

### Sector 6
Empieza en la A-3 y llega hasta el término municipal de Getafe. Este es el sector más grande y el más mediático, debido al imponente negocio de las drogas que funciona dentro del tramo de unas cuarenta parcelas. Conocido colectivamente como "Valdemingómez", es vecino de la incineradora (cuyas instalaciones también están parcialmente construidas sobre la vía pecuaria) y de la Parroquia de Santo Domingo de la Calzada, conocida por su trabajo social entre los drogadictos de la zona. El Gallinero, poblado confundido a menudo con la Cañada, se encuentra en realidad a más o menos un kilómetro de distancia. Se levantó hace unos cinco años, residuo de un campamento de la Cruz Roja en la zona, y estaba habitado íntegramente por rumanos de etnia gitana.

## Solución
En junio de 2009, los gobiernos regional de la Comunidad de Madrid y central de España acordaron la desafección de este tramo de la Cañada Real por considerarlo no apto para el tránsito de ganado. De esa forma actualmente se considera un terreno urbanizado ilegalmente más y no una cañada protegida. Una vez hecho esto la Comunidad de Madrid ha cedido la potestad sobre la administración de estos terrenos a los ayuntamientos afectados. Actualmente los 3 municipios implicados han acordado la realización de un censo para contabilizar con exactitud el número de habitantes en la zona y las características de cada vivienda para decidir la solución a tomar. Los municipios han manifestado sus intenciones al respecto:

### Coslada
Ha manifestado su intención de legalizar todo el tramo incluido en su municipio y dotarlo de los servicios propios que disponen el resto de barrios del municipio. Debido a la construcción del barrio del Jarama y su conexión con el resto del municipio, algunas viviendas deberán ser derribadas para construir viales transversales. Actualmente el tramo cuenta con alumbrado público y calles pavimentadas.

### Madrid
Se encuentra en debate la solución a aplicar a la zona. Aunque la voluntad inicial del ayuntamiento es derribar las viviendas para mantener la zona como espacio verde, se ha planteado la posibilidad de legalizar determinadas viviendas que cumplan unas condiciones y requisitos siempre y cuando puedan ser integradas dentro del espacio urbano, no generen problemas de delincuencia o insalubridad o no entorpezcan los desarrollos urbanísticos previstos. Especialmente el tramo comprendido entre El Cañaveral y Los Cerros está planificado como zona verde en los planes parciales de urbanización de dichos barrios y existen planes de construir varios viales que conecten ambos barrios a través de la Cañada. Sobre la zona colindante al barrio ripense de Covibar y a la zona situada en Valdemingómez no existe por el momento ningún plan previsto.

### Rivas-Vaciamadrid
Ha manifestado de forma tajante la voluntad de derribar todas las viviendas y convertir la Cañada en zona verde, contemplando realojos para las personas necesitadas y sin derecho a realojo para persona sin problemas socioeconómicos.

### Pacto institucional en 2017
En marzo de 2017 los grupos de la Asamblea de Madrid y los Ayuntamientos de las localidades afectadas (Rivas-Vaciamadrid, Coslada y Madrid) alcanzaron un acuerdo para acabar con la situación de la Cañada.